# Municipio de Harlan (condado de Page)
El municipio de Harlan (en inglés: Harlan Township) es un municipio ubicado en el condado de Page en el estado estadounidense de Iowa. En el año 2010 tenía una población de 391 habitantes y una densidad poblacional de 4,87 personas por km².

## Geografía
El municipio de Harlan se encuentra ubicado en las coordenadas 40°41′22″N 95°4′49″O / 40.68944, -95.08028. Según la Oficina del Censo de los Estados Unidos, el municipio tiene una superficie total de 80.32 km², de la cual 80,28 km² corresponden a tierra firme y (0,05 %) 0,04 km² es agua.

## Demografía
Según el censo de 2010, había 391 personas residiendo en el municipio de Harlan. La densidad de población era de 4,87 hab./km². De los 391 habitantes, el municipio de Harlan estaba compuesto por el 100 % blancos. Del total de la población el 0,77 % eran hispanos o latinos de cualquier raza.